# بني ناصر هادي (أسلم)

تعديل مصدري - تعديل

بني ناصر هادي هي إحدى قرى عزلة أسلم اليمن بمديرية أسلم التابعة لمحافظة حجة، بلغ تعداد سكانها 37 نسمة حسب تعداد اليمن لعام 2004.